# Plantago aitchisonii
Plantago aitchisonii är en grobladsväxtart som beskrevs av Pilger. Plantago aitchisonii ingår i släktet kämpar, och familjen grobladsväxter. Inga underarter finns listade i Catalogue of Life.